# Fellside Recordings
Fellside Recordings est un label discographique indépendant britannique. Il est fondé par Paul Adams et Linda Adams en 1976 à Workington, Cumbria, et toujours sous leur direction.

## Histoire
Paul Adams a fait des tournées semi-professionnelles avec le Barry Skinner Folk Group pendant son adolescence. Il s'est marié avec Linda en 1974. Fellside débute en tant que label de musique folk, publiant du jazz sous le nom de LAKE et des disques pour enfants sous le nom de « small folk ». La majeure partie du catalogue de Fellside est enregistrée et produite par Paul Adams. En 2007, la BBC Radio célèbre l'entreprise avec une émission intitulée 30 Years of Fellside (30 ans de Fellside). Trois de ses artistes, John Spiers & Jon Boden, Nancy Kerr & James Fagan, et Kirsty McGee sont nominés pour les BBC Folk Awards, et deux d'entre eux sont récompensés lors de la soirée. Le label remporte de nombreux prix, dont 12 décernés par la Music Retailers Association.
Le site web d'Amazon répertorie plus de 130 titres encore imprimés, dont des albums de Spiers and Boden, Nancy Kerr & James Fagan, Dr Faustus, 422, Fribo, Hughie Jones, A. L. Lloyd, Peter Bellamy, James Keelaghan, Clive Gregson, The Queensberry Rules, Jez Lowe, Last Orders, Bram Taylor, et Grace Notes. Leurs anthologies ont inclus des chansons de Maddy Prior, Richard Thompson, Frankie Armstrong, John Kirkpatrick et Martin Carthy. Fellside, avec Topic Records, sont les deux labels les plus importants et les plus anciens pour la musique traditionnelle au Royaume-Uni.
En ce qui concerne le jazz, la liste des enregistrements de LAKE Records comprend George Melly, Digby Fairweather, Ottilie Patterson, Phil Mason, John Hallam, The Fryer-Barnhart International All Star Jazz Band, The Savannah Jazz Band, Spats Langham, Debbie Arthurs et Keith Nichols.
En 2004, ils commencent à rééditer des enregistrements du défunt label de jazz Record Supervision. Ils ont ainsi réédité des albums de Humphrey Lyttelton, Acker Bilk, Alex Welsh, Ken Colyer, Chris Barber, Terry Lightfoot, Sandy Brown et Archie Semple. Singsong a décrit cette série de rééditions comme « une étape importante dans le jazz britannique ». Il existe une série Vintage ainsi qu'une série enregistrée au Dancing Slipper Jazz Club à Nottingham dans les années 1960.